# 花山街道 (曲靖市)
花山街道，是中华人民共和国云南省曲靖市沾益区下辖的一个街道办事处。
2014年3月3日，云南省人民政府批复同意曲靖市部分镇和街道调整行政区划，将盘江镇施家屯、遵化铺、大树屯、迤堵、十里铺、兴源、湖滨、松林和白水镇新排共9个社区，设立花山街道。

## 行政区划
花山街道下辖以下地区：
新排社区、湖滨社区、兴源社区、大树屯社区、迤堵社区、十里铺社区、遵花铺社区、松林社区和施家屯社区。